# جبل القدر
جبل القِدر هو جبل بركاني خامد يقع في منطقة المدينة المنورة غرب السعودية، ويقع تحديداً في حرة خيبر. يبلغ ارتفاع الجبل نحو 2022 م. تم تصنيفه واختياره ضمن أفضل 100 موقع جيولوجي من الاتحاد الدولي للعلوم الجيولوجية ومنظمة الأمم المتحدة للتربية والعلم والثقافة (اليونسكو).